# Escuela de Postgrado de Periodismo de CUNY
La Escuela de Posgrado de Periodismo de CUNY (CUNY Graduate School of Journalism en idioma inglés) es una escuela pública de postgrado de periodismo ubicada en la ciudad de Nueva York. Fue fundada en 2006 y hace parte del sistema universitario de la Universidad Municipal de Nueva York. Es la única escuela de posgrado pública de periodismo en el noreste de los Estados Unidos.
Ofrece 3 programas académicos, la Maestría en Periodismo, la Maestría en Periodismo Social y la Maestría en Periodismo del Emprendimiento, primera en su tipo en el país. La escuela, que existe a sus estudiantes de Maestría en Periodismo completar un semestre de práctica en un medio de comunicación para graduarse hace énfasis en habilidades prácticas. Su cuerpo docente está compuesto por periodistas y antiguos periodistas de medios como The New York Times, BusinessWeek, The Economist, The Nation, NBC Nightly News, y PBS, entre otros.
Sarah Bartlett es la decana de la escuela, habiendo reemplazado al decano fundador Stephen B. Shepard, el 1 de enero de 2014. Bartlett se unió a CUNY en 2002 como la Presidenta Bloomberg de Periodismo Empresarial en el Baruch College. Se trasladó a la escuela en 2006, después de servir en el comité de plan de estudios. Creó y supervisó las concentraciones temáticas de reportaje urbano y economía y ayudó a fundar el Centro de Medios Comunitarios y Étnicos de la escuela. Su carrera periodística ha incluido puestos editoriales en Fortune, BusinessWeek y The New York Times y también se desempeñó como editora en jefe de Oxygen Media.

## Historia
El Consejo Directivo de la Universidad de la Ciudad de Nueva York aprobó la creación de la CUNY School of Journalism en mayo de 2004. Propuesto por el canciller de CUNY, Matthew Goldstein, la escuela se enfocaría en enseñar las habilidades de reportería y ética de las noticias en un momento en que otras escuelas de periodismo enfatizaban la educación en disciplinas académicas tales como ciencias políticas y la estadística.
Después de una ardua búsqueda de docenas de periodistas y educadores, el exeditor en jefe de BusinessWeek Stephen B. Shepard fue elegido como el primer decano de la escuela. Goldstein y Shephard habían trabajado juntos antes; como jefe de la fundación de investigación de CUNY, Goldstein ayudó a BusinessWeek a formular su clasificación de escuelas de negocios en la década de 1980. El exeditor del New York Daily News, Pete Hamill, también se encontraba entre los opcionados.
La escuela admitió su primera clase, que comprende 57 estudiantes, en el otoño de 2006. Dean Baquet, ahora editor ejecutivo de The New York Times, habló en la ceremonia de graduación de la escuela en diciembre de 2007 y recibió un título honorífico. El veterano periodista de televisión Bill Moyers se dirigió a los estudiantes en la segunda graduación de la escuela un año después.
La escuela tuvo su primer grupo de admitidos, compuesto por 57 estudiantes, en el otoño de 2006. Dean Baquet, actualmente editor ejecutivo del The New York Times, habló en la graduación de la primera promoción en diciembre de 2007 y recibió un grado honorario. El veterano periodista de televisión Bill Moyers se dirigió a los estudiantes en la graduación de la segunda promoción un año después.

## Gobierno
Además de los docentes, el personal administrativo y la administración, el cuerpo estudiantil elige representantes en un Consejo de Gobierno. Los estatutos y otros materiales relevantes se encuentran en la página del Consejo de Gobernanza.

## Campus

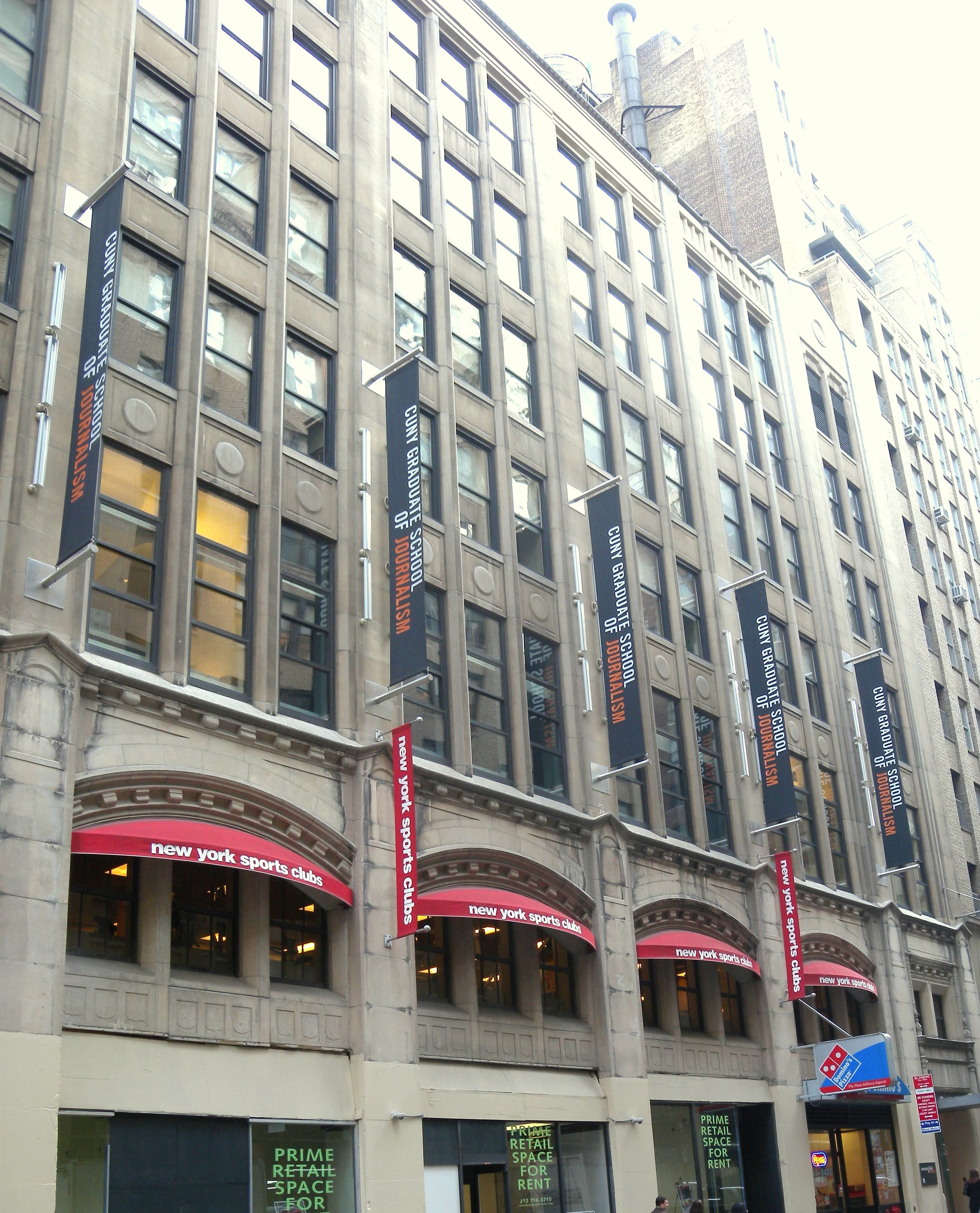
West 40th Street

El campus del CUNY Graduate School of Journalism está ubicado en Midtown Manhattan, cerca a Times Square. Tiene su sede en las antiguas instalaciones del The New York Herald Tribune, el cual la CUNY compró en agosto de 2004 por 60 millones de dólares. La renovación del edificio costó 10.7 millones de dólares y tuvo lugar al mismo tiempo que el The New York Times estuvo construyendo su torres de oficinas de 52 pisos para albergar su sede principal justo al lado
El campus alberga una sala de redacción con capacidad para 130 personas, un estudio de transmisión, varias salas de edición multimedia, una biblioteca y un centro de investigación con 1.500 libros sobre periodismo, así como numerosas aulas.
En 2006, la escuela albergó una reunión de 100 antiguos periodistas del New York Herald Tribune que tuvo lugar para conmemorar el 40 aniversario del cierre del periódico. La escuela ha proveido espacio para diversas conferencias profesionales para periódistas, incluyendo el Networked Journalism Summit en octubre de 2007.

## Plan de Estudios
El programa de Maestría en Periodismo de 3 semestres de la escuela incluía anteriormente temas de medios impresos, interactivos y de difusión, aunque en marzo de 2009 se eliminó el requisito de elegir un énfasis. También ofrece concentraciones temáticas en salud/ciencias, negocios/economía, arte/cultura, urbanos e informes internacionales. Los estudiantes participan en una pasantía de verano paga el verano entre el segundo y tercer semestre.

## Vida estudiantil
Las noticias breves y puntuales aparecen en el galardonado NYCity News Service, que publica historias escritas por estudiantes.
También tiene una publicación en línea para historias largas, 219 Magazine, que lleva el nombre de la dirección del edificio.
Los estudiantes también pueden contribuir historias a Mott Haven Herald y Hunts Point Express, con sede en el Bronx, que son dirigidas por el docente Bernard L. Stein.

## Egresados notables
- Adeola Fayehun
- Daisy Rosario
- Kate Nocera - Jefe de la oficina de Washington para Buzzfeed News
- Daniel Gold - Corresponsal de VICE
- Tanzania Vega - Reportero de raza y desigualdad para CNN, anteriormente The New York Times
- Brigid Bergin - Reportero del ayuntamiento de la Radio Pública de Nueva York

## Énlaces externos
- Sitio web oficial

- Datos: Q14706210